# Grand Prix automobile de Sonoma 2005
Navigation
Édition précédente
Le Grand Prix de Sonoma 2005, disputé sur le 17 juillet 2005 sur le circuit de Sonoma, est la cinquième manche de l'American Le Mans Series 2005.

## Course

### Classement de la course
Classement final de la course (vainqueurs de catégorie en gras),,.
| Pos.   | Catégorie | N° | Écurie                                      | Pilotes                             | Châssis                     | Pneus | Tours/Abandon |
| Pos.   | Catégorie | N° | Écurie                                      | Pilotes                             | Moteur                      | Pneus | Tours/Abandon |
| ------ | --------- | -- | ------------------------------------------- | ----------------------------------- | --------------------------- | ----- | ------------- |
| 1      | LMP1      | 2  | ADT Champion Racing                         | Frank Biela Emanuele Pirro          | Audi R8                     | M     | 111           |
| 1      | LMP1      | 2  | ADT Champion Racing                         | Frank Biela Emanuele Pirro          | Audi 3.6L Turbo V8          | M     | 111           |
| 2      | LMP1      | 20 | Dyson Racing                                | Chris Dyson Andy Wallace            | MG-Lola EX257               | M     | 111           |
| 2      | LMP1      | 20 | Dyson Racing                                | Chris Dyson Andy Wallace            | MG (AER) XP20 2.0L Turbo I4 | M     | 111           |
| 3      | LMP1      | 1  | ADT Champion Racing                         | Marco Werner JJ Lehto               | Audi R8                     | M     | 110           |
| 3      | LMP1      | 1  | ADT Champion Racing                         | Marco Werner JJ Lehto               | Audi 3.6L Turbo V8          | M     | 110           |
| 4      | LMP2      | 37 | Intersport Racing                           | Clint Field Liz Halliday            | Lola B05/40                 | G     | 105           |
| 4      | LMP2      | 37 | Intersport Racing                           | Clint Field Liz Halliday            | AER P07 2.0L Turbo I4       | G     | 105           |
| 5      | LMP1      | 16 | Dyson Racing                                | Butch Leitzinger James Weaver       | MG-Lola EX257               | M     | 105           |
| 5      | LMP1      | 16 | Dyson Racing                                | Butch Leitzinger James Weaver       | MG (AER) XP20 2.0L Turbo I4 | M     | 105           |
| 6      | LMP2      | 10 | Miracle Motorsports                         | Jeff Bucknum Chris McMurry          | Courage C65                 | K     | 105           |
| 6      | LMP2      | 10 | Miracle Motorsports                         | Jeff Bucknum Chris McMurry          | AER P07 2.0L Turbo I4       | K     | 105           |
| 7      | GT1       | 3  | Corvette Racing                             | Ron Fellows Johnny O'Connell        | Chevrolet Corvette C6.R     | M     | 104           |
| 7      | GT1       | 3  | Corvette Racing                             | Ron Fellows Johnny O'Connell        | Chevrolet 7.0L V8           | M     | 104           |
| 8      | GT1       | 4  | Corvette Racing                             | Oliver Gavin Olivier Beretta        | Chevrolet Corvette C6.R     | M     | 104           |
| 8      | GT1       | 4  | Corvette Racing                             | Oliver Gavin Olivier Beretta        | Chevrolet 7.0L V8           | M     | 104           |
| 9      | GT1       | 63 | ACEMCO Motorsports                          | Terry Borcheller Johnny Mowlem      | Saleen S7-R                 | M     | 104           |
| 9      | GT1       | 63 | ACEMCO Motorsports                          | Terry Borcheller Johnny Mowlem      | Ford 7.0L V8                | M     | 104           |
| 10     | LMP2      | 8  | B-K Motorsport                              | Guy Cosmo James Bach                | Courage C65                 | G     | 102           |
| 10     | LMP2      | 8  | B-K Motorsport                              | Guy Cosmo James Bach                | Mazda R20B 2.0L 3-Rotor     | G     | 102           |
| 11     | GT1       | 35 | Maserati Corse Risi Competizione            | Andrea Bertolini Fabrizio de Simone | Maserati MC12               | P     | 102           |
| 11     | GT1       | 35 | Maserati Corse Risi Competizione            | Andrea Bertolini Fabrizio de Simone | Maserati 6.0L V12           | P     | 102           |
| 12     | GT2       | 23 | Alex Job Racing                             | Timo Bernhard Romain Dumas          | Porsche 911 GT3-RSR         | M     | 100           |
| 12     | GT2       | 23 | Alex Job Racing                             | Timo Bernhard Romain Dumas          | Porsche 3.6L Flat-6         | M     | 100           |
| 13     | GT2       | 31 | Petersen Motorsports White Lightning Racing | Jörg Bergmeister Patrick Long       | Porsche 911 GT3-RSR         | M     | 99            |
| 13     | GT2       | 31 | Petersen Motorsports White Lightning Racing | Jörg Bergmeister Patrick Long       | Porsche 3.6L Flat-6         | M     | 99            |
| 14     | GT2       | 43 | BAM!                                        | Mike Rockenfeller Wolf Henzler      | Porsche 911 GT3-RSR         | Y     | 99            |
| 14     | GT2       | 43 | BAM!                                        | Mike Rockenfeller Wolf Henzler      | Porsche 3.6L Flat-6         | Y     | 99            |
| 15     | GT2       | 45 | Flying Lizard Motorsports                   | Johannes van Overbeek Jon Fogarty   | Porsche 911 GT3-RSR         | M     | 98            |
| 15     | GT2       | 45 | Flying Lizard Motorsports                   | Johannes van Overbeek Jon Fogarty   | Porsche 3.6L Flat-6         | M     | 98            |
| 16     | GT2       | 50 | Panoz Motor Sports                          | Bill Auberlen Robin Liddell         | Panoz Esperante GT-LM       | P     | 98            |
| 16     | GT2       | 50 | Panoz Motor Sports                          | Bill Auberlen Robin Liddell         | Ford (Elan) 5.0L V8         | P     | 98            |
| 17     | GT2       | 79 | J3 Racing                                   | Justin Jackson Tim Sugden           | Porsche 911 GT3-RSR         | P     | 97            |
| 17     | GT2       | 79 | J3 Racing                                   | Justin Jackson Tim Sugden           | Porsche 3.6L Flat-6         | P     | 97            |
| 18     | GT2       | 44 | Flying Lizard Motorsports                   | Lonnie Pechnik Seth Neiman          | Porsche 911 GT3-RSR         | M     | 96            |
| 18     | GT2       | 44 | Flying Lizard Motorsports                   | Lonnie Pechnik Seth Neiman          | Porsche 3.6L Flat-6         | M     | 96            |
| 19     | GT2       | 24 | Alex Job Racing                             | Ian Baas Randy Pobst                | Porsche 911 GT3-RSR         | M     | 96            |
| 19     | GT2       | 24 | Alex Job Racing                             | Ian Baas Randy Pobst                | Porsche 3.6L Flat-6         | M     | 96            |
| 20 DNF | GT1       | 71 | Carsport America                            | Michele Rumolo Tom Weickardt        | Dodge Viper GTS-R           | P     | 80            |
| 20 DNF | GT1       | 71 | Carsport America                            | Michele Rumolo Tom Weickardt        | Dodge 8.0L V10              | P     | 80            |
| 21 DNF | GT1       | 5  | Pacific Coast Motorsports                   | Alex Figge Ryan Dalziel             | Chevrolet Corvette C5-R     | Y     | 78            |
| 21 DNF | GT1       | 5  | Pacific Coast Motorsports                   | Alex Figge Ryan Dalziel             | Chevrolet 7.0L V8           | Y     | 78            |
| 22 DNF | GT2       | 78 | J3 Racing                                   | Pierre Ehret David Murry            | Porsche 911 GT3-RSR         | P     | 47            |
| 22 DNF | GT2       | 78 | J3 Racing                                   | Pierre Ehret David Murry            | Porsche 3.6L Flat-6         | P     | 47            |
| 23 DNF | GT2       | 51 | Panoz Motor Sports                          | Bryan Sellers Marino Franchitti     | Panoz Esperante GT-LM       | P     | 39            |
| 23 DNF | GT2       | 51 | Panoz Motor Sports                          | Bryan Sellers Marino Franchitti     | Ford (Elan) 5.0L V8         | P     | 39            |
| 24 DNF | LMP1      | 12 | Autocon Motorsports                         | Bryan Willman Michael Lewis         | Riley & Scott Mk III C      | D     | 5             |
| 24 DNF | LMP1      | 12 | Autocon Motorsports                         | Bryan Willman Michael Lewis         | Elan 6L8 6.0L V8            | D     | 5             |